# Mós (Vila Nova de Foz Côa)
Mós (auch Mós do Douro) ist eine Ortschaft und ehemalige Gemeinde im Norden Portugals.

## Verwaltung
Mós war Sitz einer eigenständigen Gemeinde (Freguesia) im Landkreis (Concelho) von Vila Nova de Foz Côa. Im ehemaligen Gemeindegebiet leben 190 Einwohner (Stand 30. Juni 2011).
Im Zuge der administrativen Neuordnung in Portugal wurde die Gemeinde Mós am 29. September 2013 aufgelöst und zusammen mit der Gemeinde Santo Amaro der Stadtgemeinde Vila Nova de Foz Côa angegliedert.